# Raymond Keruzoré
Raymond Keruzoré (Châteauneuf-du-Faou, 1949. június 17. –) francia labdarúgó-középpályás, edző.

## Sikerei, díjai

### Klubcsapatokkal
Rennes
- Francia kupa (1): 1970–71

### Egyéni
- Étoile d’Or, azaz az év legkiegyensúlyozottabb játékosának járó díj: 1976–77
- A szurkolók szavazatai alapján az évszázad Stade Lavallois játékosa.
- A France Football 2014-ben minden idők legjobb breton játékosának választotta.